# Shanhrokh Moshkin Ghalam
Pour les articles homonymes, voir Moshkin.
Shanhrokh Moshkin Ghalam est un acteur français ex pensionnaire de la Comédie-Française.

## Théâtre

### Comédie-Française
- Entrée à la Comédie-Française le 24 janvier 2005
- 2008 : Yerma de Federico García Lorca, mise en scène Vicente Pradal, Théâtre du Vieux-Colombier
- 2010 : Les Oiseaux d'Aristophane, mise en scène Alfredo Arias
- 2010 : Cyrano de Bergerac d'Edmond Rostand, mise en scène Denis Podalydès

### Hors Comédie-Française
- 2003 : Le Gendarme incompris de Jean Cocteau et Raymond Radiguet, musique Francis Poulenc et L'Histoire du soldat d'Igor Stravinsky et Charles-Ferdinand Ramuz, mise en scène Antoine Campo,  Théâtre de l'Athénée-Louis-Jouvet